# Villeneuve-lès-Charnod
Villeneuve-lès-Charnod foi uma comuna francesa na região administrativa de Borgonha-Franco-Condado, no departamento de Jura. Estendia-se por uma área de 7,05 km². Em 2010 a comuna tinha 85 habitantes (densidade: 12,1 hab./km²).
Em 1 de janeiro de 2017, passou a formar parte da comuna de Aromas.